# Vrede van Malestroit

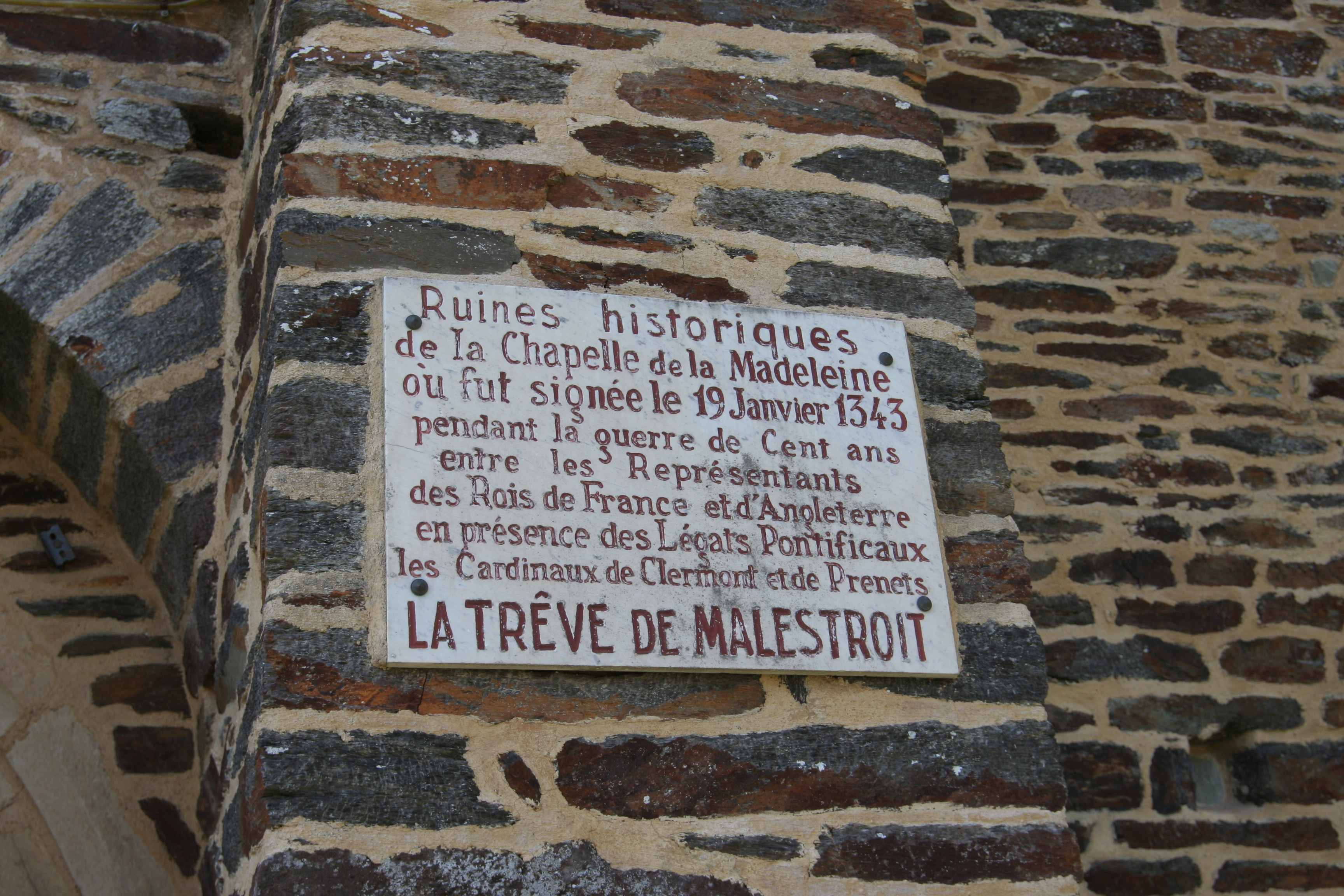
Gedenkplaat aan de Chapelle de la Madeleine

De Vrede van Malestroit werd getekend op 19 januari 1343  te Malestroit tussen koning Filips VI van Frankrijk en koning Eduard III van Engeland op aanvraag van Paus Clemens VI om de Bretonse Successieoorlog te beëindigen. De vrede moest minimaal drie jaar duren.
De twee troonpredententen waren Karel van Blois gesteund door de Fransen en Jan van Montfort gesteund door de Engelsen. Jan van Montfort zat sinds 1341 gevangen in het Louvre in Parijs.
Eduard verliet Bretagne. Filips VI liet veertien van de Bretonse adel, waaronder Olivier IV de Clisson, zonder proces op 2 augustus onthoofden, Jan van Montfort werd in september vrijgelaten. Karel van Blois hield zich niet aan de afspraak en zette de strijd verder. In 1344 veroverde hij de stad Quimper en liet daarna meer dan duizend inwoners afslachten. Jan van Montfort hervatte de strijd in 1345, maar stierf kort nadien.